# Abbaye Saint-Michel de Kergonan
Pour les articles homonymes, voir Abbaye Saint-Michel et Saint-Michel.
Ne doit pas être confondu avec Abbaye Sainte-Anne de Kergonan.
L'abbaye Saint-Michel de Kergonan est un monastère de bénédictines dépendant de la congrégation de Solesmes et situé à Plouharnel dans le Morbihan. 

## Histoire

### Sa création
Le château de Kergonan, qui datait du XVIe siècle, fut acheté en 1895 par la Congrégation bénédictine de France et démoli ; ses pierres servirent à construire l'abbaye Saint-Michel de Kergonan. L'abbaye a été fondée en 1898 par l'abbaye Sainte-Cécile de Solesmes et compte, en 2012, 25 moniales.

### Les événements du début duXXesiècle
Les bénédictins et bénédictines des deux abbayes (l'Abbaye Saint-Michel de Kergonan et l'Abbaye Sainte-Anne de Kergonan) durent quitter leurs couvents en application de la loi du 1er juillet 1901 concernant les congrégations religieuses, achevant leur départ en 1904 ; les travaux de construction de la chapelle de l'abbaye Saint-Michel de Kergonan furent suspendus par les religieuses dès l'été 1901. En 1910 le château de Kergonan, siège de l'abbaye Sainte-Anne de Kergonan, fut mis en vente : la propriété « comprend [un] vaste bâtiment tout récemment construit en granit bleu, ayant servi de monastère, à deux étages, eau à chaque étage, chauffage à vapeur, cour, grand parc d'agrément et potager ; maison de garde ».
En 1907 une partie du Grand séminaire de Vannes, après le vote de la Loi de séparation des Églises et de l'État, s'y installa temporairement. Des pensionnats privés ouvrirent dans les deux anciennes abbayes en 1911.

### Son soutien lors de la publication duNombre musical grégorien(1927)
Cette abbaye possède non seulement une longue histoire de la tradition du chant grégorien mais aussi celle de ses précieuses assistances pour cette tradition.
En 1927, lorsque Dom André Mocquereau, le directeur de l'Atelier de la paléographie musicale auprès de l'abbaye Saint-Pierre de Solesmes, sortit son deuxième tome du Nombre musical grégorien ou rythmique grégorienne, l'abbaye de Kergonan, un des monastères de la congrégation de Solesmes, avait considérablement soutenu sa publication. À cette époque-là, à cause de la loi du 1er juillet 1901, Dom Mocquereau subissait son long exil et la préparation de cette publication n'était pas facile. C'est la raison pour laquelle Dom Mocquereau avait profondément exprimé ses remerciements dans l'avant-propos :

« Les dessins chironomiques qui ornent un grand nombre d'exemples de ce volume sont dus à une moniale de l'Abbaye de St-Michel de Kergonan, qui veut rester anonyme. Elle me permettra du moins de lui exprimer ici ma plus profonde gratitude, ainsi qu'à Madame l'Abbesse qui l'a autorisée à dépenser de longues heures à ce travail difficile et délicat. ......... C'est aussi aux moniales de Kergonan que nous devons la plus grande partie de la Table analytique qui termine le volume : leur science de la rythmique grégorienne leur a permis d'accomplir avec un tact parfait ce travail délicat. Que toutes celles qui y ont mis la main soient remerciées vivement. »

— Le nombre musical grégorien, tome II, avant-propos, p. xiii (1927)

### Encore de nos jours

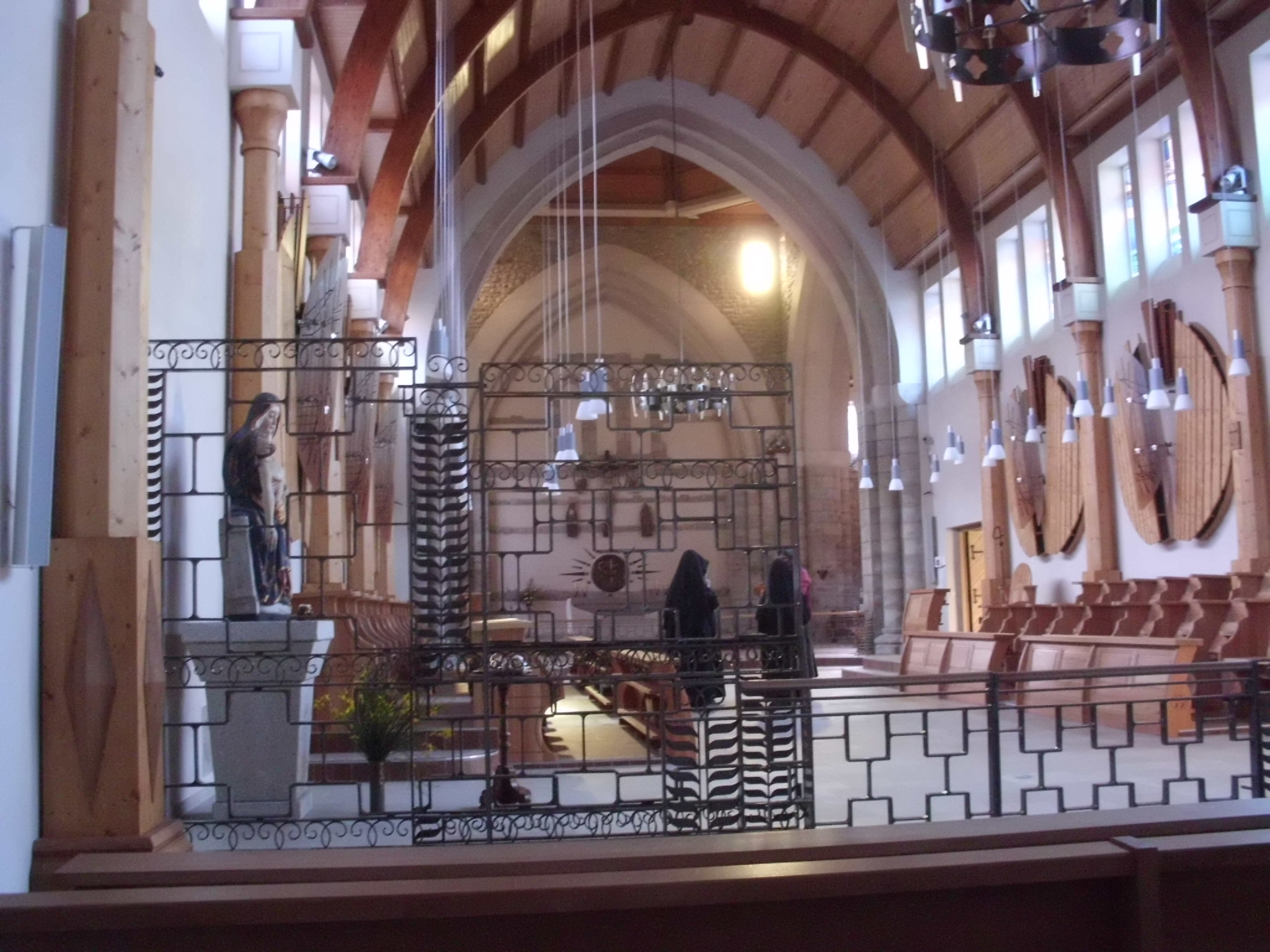
Intérieur de l'église.

L'abbaye soutient toujours le chant grégorien, non seulement en faveur de ses offices mais également en participant aux publications. Ainsi, elle aida la rédaction des Heures grégoriennes sorties en 2008.
D'ailleurs, sa maîtresse de choeur, sœur Marie-Emmanuel Pierre, a publié un livre sur le chant grégorien en 2005 : Cantabo Domino.

## Abbesses de Kergonan
Cinq abbesses se sont succédé à Saint-Michel de Kergonan.
- Mère Lucie Schmitt, décédée âgée de 88 ans.
- Mère Raphaëlle Estrabou (à partir de 1938)[9].
- Mère Jeanne Paris (?-1982).
- Mère Marie-Françoise Euverte (1983-2007).
- Mère Laurence Dupré La Tour (bénédiction le 2 décembre 2007).

## Blason
| Blason | Blasonnement : De gueules à la bande componée d'or à la coquille d'argent et de sable à la rose de gueules, au chef d'hermine |

## Publication
- Marie-Emmanuel Pierre (maîtresse de chœur[10]), Cantabo Domino, Cours de chant grégorien, Abbaye Saint-Michel de Kergonan, Plouharnel 2005  (ISBN 978-2-9525681-0-4) 343 p.